# 쯔엉찐
쯔엉찐(베트남어: Trường Chinh / 長征, 장정, 1907년 2월 9일 ~ 1988년 9월 30일)은 베트남의 독립운동가, 공산주의 정치인이자 사회주의 경제 이론가이다. 북베트남 노동자당 서기장(1941년~1956년), 북베트남 부총리, 북베트남 국민의회 주석, 베트남 사회주의 공화국의 국가주석, 베트남 공산당 서기장(1986년) 등의 요직을 지냈다. 본명은 당쑤언쿠(베트남어: Đặng Xuân Khu / 鄧春區, 등춘구)이다.

## 생애와 경력

### 생애 초반
프랑스령 인도차이나의 하남딘에서 성리학자의 아들로 태어났다. 당쑤언쿠의 할아버지인 당쑤언방(Đặng Xuân Bảng)은 응우옌 왕조 시대에 과거를 통해 궁정학술원의 유학자로 일한 바 있으며, 수많은 유가 철학 서적을 저술했다고 알려져 있다. 마찬가지로 그의 아버지인 당쑤언비엔(Đặng Xuân Viện) 역시 유학자로서, 수많은 유가 서적을 펴냈고, 프랑스에 의해 국권이 침탈당한 시기에는 반식민주의 선비로서 마을에서 존경을 받는 인물이었다.
성리학자인 아버지를 둔 당쑤언쿠는 어릴 때부터 유가 철학 경전을 읽고 자랐으며, 서구 제국주의에 대한 비판적인 사고를 학습하게 되었다. 남딘에 있는 고등학교에 다니던 중 프랑스의 계몽주의 사상 서적, 중국 신해혁명 관련 서적, 공상적 사회주의 서적 등을 독파하면서 확고한 반식민주의 운동가가 된 쯔엉찐은 통킹 지역에 학생운동을 조직하였고, 지하 운동을 주도하였다. 1925년 민족주의 독립운동가의 지도자인 판보이쩌우 석방 운동에 참가하였고, 이를 위해 학생 위원회를 조직하여 석방 운동 참가를 호소하는 전단지를 돌리는 등, 조직적으로 프랑스에 저항하였다. 1926년 독립운동가 판쩌우찐(Phan Châu Trinh)의 죽음을 애도하는 저항 운동도 비슷한 방식으로 주도하였다. 이 운동에서 그는 200명이 넘는 학생을 모은 다음에 폭력 시위를 주도하였는데, 이 일로 인해 프랑스 식민 정부 경찰은 당쑤언쿠를 주시하게 되었고 결국 1926년에 학업을 포기해야 했다.
학업을 중단하였지만, 그는 운동 중에도 틈틈이 학업을 쌓아 대학 입학을 위한 중등 검정 고시에서 높은 성적을 얻었고, 1927년 하노이 대학 상과대학에 입학한다. 대학에서 베트남 혁명청년연합이라는 호치민 조직에 가입하여 학생 조직을 구성하여 카를 마르크스, 프리드리히 엥겔스, 카를 카우츠키, 블라디미르 레닌 등의 저작 학습과 학내 반식민주의 운동을 주도하였으나, 1928년 반프랑스 학생운동에 참가했다는 이유로 퇴학당하였다. 1929년 호치민 등과 함께 인도차이나 공산당 창당 초기 일원으로 참가하였다.

### 공산주의 및 반제국주의 활동
입당 이후 같은 연도인 1930년 베트남 응에안성에서 응에-띤 소비에트(Nghệ-Tĩnh Soviets) 봉기가 일어나자, 봉기에 지원하였다. 이후 당중앙 산하 선전위원회의 비서로 임명되었고, 공산주의 조직, 민족주의 조직, 농민 조직, 청년학생 조직을 연결하는 통일전선 사업의 총책임자가 되었다. 그러나, 1932년에 프랑스 식민 정부 경찰에 의해 발각되었고, 체포되어 인민전선 정부가 석방하는 1936년까지 투옥된다. 석방 후에는 중국 공산당의 지도자 마오쩌둥의 대장정을 본떠 자신의 이름을 당쑤언쿠에서 장정을 의미하는 쯔엉찐으로 바꾸었다.
1940년 11월 9일, 당내에서 공산주의 조직과 민족주의 조직의 통합을 성공적으로 이루었다는 평가를 받았으며, 인도차이나 공산당 중앙위원회 총서기로 뽑혔다. 1941년 5월 19일 베트남 독립동맹회(비엣민)가 창립되었을 때도 주도적인 역할을 하였다. 1951년 인도차이나 공산당이 베트남 노동자당으로 재편되면서, 북베트남 노동자당의 제1서기가 되었다. 쯔엉찐은 북베트남을 중국과 비슷한 노선에 따라 조직하고자 마오쩌둥이 국공 내전기에 실행했던 토지 혁명을 모델로 한 토지 개혁을 실행하였다. 하지만, 인도차이나 전쟁 이후 지나친 토지 개혁은 농민층의 반발을 불러와, 1956년 그 책임을 지고 제1서기에서 물러났다. 1958년 베트남 민주 공화국(북베트남)의 부총리를 거쳐, 1960년 국회 상임위원회 주석에 뽑혔다.
제1서기 경질 후에도 높은 지위에 있었으며, 1969년 호치민의 사망 후에는 제1서기 레주언(후에 베트남 공산당 서기장)의 노선을 비판하면서 원칙적 대응을 계속하였다. 베트남 민주 공화국에 의해 베트남이 통일돼, 1976년 베트남 사회주의 공화국이 세워지면서 국회 주석·신헌법 기초 위원회 위원장이 되었고, 1981년 국가 회동 주석이 되었다.

### 당 총비서와 개방 정책
그는 베트남 공산당 최고 지도부 내에서 교조주의, 마오쩌둥 사상을 표방했으나, 전후 경제 사정이 나아지지 않자, 제5기 당중앙위원회 제8회 총회 이후 그는 경제 개혁의 강력한 추진론자가 되었다. 1986년 레주언이 사망하자 그해 7월 14일 베트남 공산당 총비서를 겸임했으며, 국방위원장도 겸임하였다. 같은 해 말 제6회 당 대회에서 시장 경제 원리를 도입하는 흐름을 만들어냈다.
이 당 대회를 거쳐 베트남은 도이모이 시대에 진입했으며, 쯔엉찐은 이 당 대회에서 총비서 직에서 물러나, 팜반동(Phạm Văn Đồng) , 레득토와 함께 당 중앙 위원회 고문으로 일했다. 1988년 사망하였다.

## 저서
- 〈반란 입문 Primer for Revolt〉